# Second Sight
Second Sight — видеоигра от Free Radical Design, выпущенная в продажу компанией Codemasters для PlayStation 2, GameCube, Xbox и PC.
Игра следует за действиями исследователя парапсихологии из MIT по-имени Джон Ваттик и его попытками восстановить свою память, а также раскрыть тайну его загадочных способностей: телекинез, проекция разума, исцеление и вселение.

## Сюжет
Джон Ваттик просыпается на койке в военном госпитале, но не помнит как туда попал и вообще кто он такой (до того как он узнаёт своё имя, игра зовёт его пациентом JV-034). Ему удаётся сбежать из своей палаты, используя телекинез, который он загадочным образом смог применить на двери, а затем у него постепенно просыпаются и другие способности: само-исцеление, умение становиться невидимым и психо-кинетический удар. В какой-то момент Джон начинает испытывать яркие воспоминания того, что произошло с ним полгода назад. Одним из этих воспоминаний является курс военного обучения в Бремене в Германии (это является тренировочной миссией для игрока). Задание шесть месяцев назад привело его в Россию с небольшим отрядом под названием Уинтер-Айс с приказом узнать, почему русский учёный, которого все считали мёртвым, желает получить политическое убежище в Америке. Этот учёный, профессор Виктор Гриенко, был обвинён в том, что во время войны он помогал немцам в проведении паранормальных опытов над военнопленными, и был объявлен убитым, когда Красная Армия штурмовала лагерь военнопленных. Но после войны, Сталин начал проект с той же целью, что и немцы, и главой проекта был человек по имени Гриенко. Это проект под названием «Зенер» базировался в деревне Дубренск. Джона выбрали в роли гражданского сопровожатого опергруппы после рекомендации экстрасенса по-имени Джейн Уайлд, которая тоже сопровождает отряд. Джон относится скептически к видению Джейн, но он соглашается на путешествие.
Вернувшись в настоящее в госпитале, Джон находит компьютер с информацией о пациентах и пытается найти свою историю болезни, но вместо этого узнаёт что Джейн погибла в бою. Он тут же вспоминает начало задания, но там он спасает её жизнь. Очнувшись, он видит что в компьютере Джейн значится живой, но упрятанной в психбольницу в Ратленде в Вермонте. Добравшись до неё, Джон обнаруживает, что Джейн в глубоком шоке и полностью невменяема. Когда он выводит её из больницы и пытается разговорить, то Джейн рассказывает ему, что лидер Уинтер-Айс, полковник Джошуа Старк, был убит в перестрелке. У Джона опять случается воспоминание, в котором он спасает полковника. Он также видит в воспоминаниях проекции детей, ведущих его в Дубренск. Один из детей вселяется в тело полковника и просит Джона пойти в деревню и помочь им. Пока Джон разговаривает с детьми, полковник попадает в плен. Ребёнок сообщает Джону, что у того тоже есть пси-способности, но на латентном уровне, которые он затем пробуждает у самого Джона. Джон спасает полковника, который замечает что русские солдаты, стреляющие в них, используют американское оборудование, то есть США каким-то образом связаны с проектом. Когда Джон возвращается в настоящее, то видит совершенно здоровую психически Джейн.
Вдвоём они находят полковника, который, как и Джейн, выжил благодаря действиям Джона в воспоминаниях и теперь живёт в Квинсе в Нью-Йорке. Он рассказывает Джону о гибели всех остальных членов Уинтер-Айс. Как и прежде, Джон опять спасает всех в воспоминаниях, каким-то образом меняя прошлое. Они узнают что почти все жители деревни были перебиты русскими солдатами. Они обнаруживают учёную по-имени Саша Баранникова, которая сбежала из лаборатории Зенера. Она рассказывает что дети, проекции которых видит Джон, являются подопытными кроликами-телепатами проекта, но от них тоже вскоре избавятся. В «настоящем», полковник рассказывает Джону всё об их неудавшемся задании и проекте, о том как человек по-имени Хэнсон, директор операций в одном из правительственных агентств США, забрал исследовательские файлы Гриенко и начал свои опыты в Америке, убивая всех связанных с Дубренском, и используя команду Уинтер-Айс в роли козлов отпущения. С помощью полковника, Джон убегает от агентов Национальной безопасности, но Джейн попадает в плен, а Старк, по-видимому, погибает.
Джон проникает в штаб агентства, где он узнаёт что, после провала задания Уинтер-Айс, он сам стал подопытным кроликом, а исследования проекта «Зенер» используются чтобы создать пси-солдат. В тот момент его новые воспоминания продолжаются там, где предыдущие закончились. Доктор Бараникова предупреждает его, что если вся опергруппа попытается спасти детей, то дети испугаются и убегут. Но Джона они боятся не будут, так как он такой же как и они. Джон один заходит в лабораторию и спасает всех детей. Он обнаруживает Гриенко, подтвердившего, что Хэнсон забирает все файлы в Америку для дальнейших разработок. Джон понимает, что солдаты убивают всех по приказу Хэнсона.
В «настоящем», Джон находит Хэнсона в штабе его агентства. Обнаружив в себе новую сверх способность ускоренной регенерации Пси-энергии, Джон убивает первых Пси-солдат, своих протеже. Хэнсон рассказывает, что он намеренно позволил Джону сбежать из госпиталя, чтобы проверить своих новых солдат. Джон пытается убить Хэнсона телекинезом, но люди Хэнсона вводят Джейн под прицелом. Понимая что победить он не сможет, Джон опять входит в воспоминание, после чего раздаётся выстрел и крик Джейн.
Оказавшись в лаборатории Зенера, Джон рассказывает Гриенко, что Хэнсон хочет убить всех детей Зенера. Гриенко рассказывает, что Хэнсон лично пришёл в лабораторию на нижнем уровне. Один из солдат Хэнсона затем убивает Гриенко, а Джон спускается на нижний уровень, чтобы убить Хэнсона прежде, чем тот сможет натворить всё, что он пережил. Параллельно Джона посещают вспышки воспоминаний из «будущего», после чего до него наконец доходит шокирующая истина. Вместе с пси-способностями Джон приобрёл способности провидца: «прошлое» на самом деле оказывается настоящим, а побег Джона из больницы — видения возможного будущего, которое постоянно меняется из-за действий Джона.  
Джон находит Хэнсона, защищённого от пуль и пси-воздействий особым стеклом. Также там находятся несколько камер с мутировавшими детьми. Когда группа солдат пытается убить Джона, он освобождает детей, и сообща они побеждают солдат. Затем, они уничтожают раму вокруг стекла и убивают Хэнсона голыми руками.
Игра заканчивается высадкой американских солдат в Дубренске, а полковник и Джейн помогают уставшему Джону выбраться из базы. На вертолёте, полковник кивает ему уважительно, а Джейн что-то неслышно ему говорит.

## Пси-способности

### Теле/психокинез
Первая способность которую получает Джон - классический телекинез, позволяющий ему передвигать предметы силой мысли. Он также может бросать эти предметы во врагов или использовать для защиты от пуль. Также, начальные враги боятся паранормальных способностей и убегают, увидев летающий стол.
В середине игры, Джон учится как «подбирать» живых существ. Он использует эту способность чтобы задушить охранника (в стиле Дарта Вейдера) в психбольнице, когда приходит за Джейн.
Улучшенный телекинез Джона использует «физику тряпичных кукол» для бросания врагов «реалистично». Это также помогает когда Джон работает с напарником. Джон может поднять врага в воздух, давая напарнику отличную цель.

### Исцеление
Вторая способность обнаруженная Джоном. Она быстро восстанавливает здоровье Джона, но при этом он не может двигаться,а поэтому более  уязвим . Также эта способность работает на союзниках.

### Пси-атака

#### Пси-импульс
Джон ненароком обнаруживает эту способность, когда в него целится вооружённый охранник. Джон вдруг чувствует сильную головную боль и бросает в охранника сосредоточенный шар пси-силы, отбрасывая охранника и убивая его мгновенно. Эта атака затрачивает пол-шкалы пси-силы Джона, но быстро и тихо убивает почти любого врага.

#### Пси-взрыв
Позже, Джон обнаруживает другую вариацию атаки. Пси-взрыв испускает такой же тип энергии по кругу, оглушая и серьёзно повреждая все вокруг себя. Он обнаруживает эту атаку попадая в засаду в госпитале. Это также затрачивает много пси-силы, но стоит того, если Джон окружён.
Но обе атаки не работают если враг находится за другим предметом.
Пси-атака очень эффективна против пси-щитов солдат Хэнсона в конце игры.

### Внушение
Эта способность проявляется в госпитале, когда охранник слышит шаги Джона и идёт проверять. Джон, даже не зная что он это делает, становится «невидимым» для охранника. Но на самом деле Джон психически влияет на разум человека, блокируя области мозга, ответственные за восприятие. Таким образом, зрительно человек видит его, но этот образ блокируется и не возникает в сознании. Но эта способность имеет ряд недостатков. Например, если Джон пытается "исчезнуть", когда его уже заметили, то эта попытка мгновенно тратит всю накопленную пси-силу. То же самое случится если Джона увидит камера слежения, так как машины невозможно "одурманить".
Эта способность также может успокаивать других чувствительных людей. Во время побега из психбольницы, Джейн накачана наркотиками и боится любого резкого шума. Джону необходимо успокоить её чтобы продвигаться дальше. Также, очарование позволяет Джону отдавать приказы союзникам.

### Проекция/Вселение (Астральная форма)
Джон знакомится с проекцией, когда его путь блокирует лазерная сеть, а выключатель находится на другой стороне, слишком далеко для телекинеза. Джон ненароком проецирует своё сознание в астральной форме, которая проходит через лазеры и отключает их. Кроме разведки, эта способность позволяет проводить ограниченную работу с предметами. Также, астральная форма невидима для людей и машин. Астральная форма не может атаковать людей. Основным недостатком является то что, пока Джон управляет астральной формой, его тело стоит неподвижно. Любое нападение на тело приводит к дезактивации астральной формы.
Позже, Джон учится как захватывать чужие тела проекцией, временно управляя ими. Это удобно когда необходимо убрать вооружённый патруль, то есть можно захватить тело одного из них и перестрелять остальных, оставляя одного охранника вместо группы. Также, некоторые двери блокированы биометрическими системами; например, для обмана сканера двери, Джон может вселиться в тело охранника, открыть дверь, а затем убить его.

## Персонажи
- Эндрю Лоусон - доктор Джон Вэттик
- Том Кларк Хилл - полковник Джошуа Старк
- Даг Кокл - директор Силас Хэнсон
- Линзи Бошам - Джейн Уайлд
- Эндрю Уинкотт - профессон Виктор Гриенко

## Отзывы
| Сводный рейтинг           | Сводный рейтинг | Сводный рейтинг | Сводный рейтинг | Сводный рейтинг |
| Издание                   | Оценка          | Оценка          | Оценка          | Оценка          |
| Издание                   | GC              | PC              | PS2             | Xbox            |
| ------------------------- | --------------- | --------------- | --------------- | --------------- |
| GameRankings              | 80,51 %         | 70,29 %         | 78,92 %         | 78,00 %         |
| Metacritic                | 77/100          | 73/100          | 76/100          | 75/100          |
| Иноязычные издания        |                 |                 |                 |                 |
| Издание                   | Оценка          | Оценка          | Оценка          | Оценка          |
| Издание                   | GC              | PC              | PS2             | Xbox            |
| Edge                      | 7/10            | N/A             | 7/10            | 7/10            |
| EGM                       | 6,5/10          | N/A             | 6,5/10          | 6,5/10          |
| Eurogamer                 | N/A             | 6/10            | N/A             | 8/10            |
| Game Informer             | N/A             | N/A             | 8,5/10          | N/A             |
| GameRevolution            | N/A             | N/A             | C               | N/A             |
| GameSpot                  | N/A             | 7,3/10          | N/A             | 7,5/10          |
| GameSpy                   | [ 18 ]          | [ 19 ]          | [ 20 ]          | [ 21 ]          |
| GameZone                  | N/A             | 7,5/10          | 8,6/10          | N/A             |
| IGN                       | N/A             | 7,5/10          | 7,9/10          | N/A             |
| Nintendo Power            | 4,7/5           | N/A             | N/A             | N/A             |
| OPM                       | N/A             | N/A             | [ 27 ]          | N/A             |
| OXM                       | N/A             | N/A             | N/A             | 8/10            |
| PC Gamer (US)             | N/A             | 65 %            | N/A             | N/A             |
| Detroit Free Press        | N/A             | [ 30 ]          | N/A             | N/A             |
| The Sydney Morning Herald | N/A             | N/A             | [ 31 ]          | N/A             |
| Русскоязычные издания     |                 |                 |                 |                 |
| Издание                   | Оценка          | Оценка          | Оценка          | Оценка          |
| Издание                   | GC              | PC              | PS2             | Xbox            |
| «Игромания»               | N/A             | 7/10            | N/A             | N/A             |